# 트위테리픽
트위테리픽(Twitterrific)은 디 아이콘팩토리(The Iconfactory)에서 만든 소셜 네트워킹 사이트 트위터의 macOS 및 iOS 클라이언트였으며 macOS에 도입된 최초의 트위터 데스크톱 클라이언트였다. 이를 통해 사용자는 트위터 웹사이트의 "트윗"이나 마이크로 블로그 게시물을 실시간으로 볼 수 있을 뿐만 아니라 자신의 게시물을 게시할 수도 있다. 트위테리픽은 비공개 소스 소프트웨어이다.

## 특징
이 프로그램의 기본 창은 애퍼처 (소프트웨어), 아이포토 및 기타 애플 소프트웨어에서 사용되는 특정 팔레트와 유사한 반투명 검정색 테마를 사용한다. 사용자는 전체 공개 타임라인을 보거나 친구 피드만 보도록 선택할 수 있다. 사용자는 링크를 클릭하여 포스터의 프로필을 보거나 트윗을 즐겨찾기로 표시할 수도 있다.
트위테리픽은 또한 트위터에 게시할 이미지와 비디오를 업로드하는 기능을 제공한다.